# Épouses à louer
Pour plus de détails, voir Fiche technique et Distribution.
Épouses à louer (Borrowed Wives) est un film américain réalisé par Frank R. Strayer, sorti en 1930.

## Synopsis
Le grand-père de Peter Foley lui a légué plusieurs centaines de milliers de dollars, à condition qu'il se marie avant minuit, sinon c'est à son oncle qu'ira l'héritage. Peter, qui a de lourdes dettes, projette d'épouser Alice Blake dès que son avion en provenance de Kansas City atterrira et de l'emmener chez Oncle Henry avant minuit. Mais son avion est retardé. Parker, à qui Peter doit de l'argent, insiste pour que sa propre petite amie, Julia, se fasse passer pour la femme de Peter. Tout ne va pas se passer comme prévu, à la suite de l'intervention de Joe Blair, secrètement amoureux d'Alice, et de "Bull", un policier de la route amoureux de Julia. Malgré ces complications, et d'autres, Peter et Alice seront mariés avant l'heure fatidique.

## Fiche technique
- Titre original : Borrowed Wives
- Titre français : Épouses à louer
- Réalisation : Frank R. Strayer
- Scénario : Scott Darling
- Décors : Ralph M. DeLacy
- Photographie : André Barlatier
- Son : Buddy Myers
- Montage : Byron Robinson
- Société de production : Tiffany Productions
- Société de distribution : Tiffany Productions
- Pays de production :  États-Unis
- Langue originale : anglais
- Format : Noir et blanc — 35 mm — 1,37:1 — son mono
- Genre : Comédie
- Durée : 62 minutes
- Date de sortie : États-Unis : 20 août 1930
- Licence : Domaine public

## Distribution
- Rex Lease : Peter Foley
- Vera Reynolds : Alice Blake
- Paul Hurst : "Bull" Morgan
- Sam Hardy : George W. Parker
- Nita Martan : Julia Thorpe
- Charles Sellon : Oncle Henry
- Dorothea Wolbert : Tante Mary
- Robert Livingston : Joe Blair
- Tom London : Mac, policier à moto